# Commicarpus raynalii
Commicarpus raynalii är en underblomsväxtart som beskrevs av J.-p.Lebrun och Robert Desmond Meikle. Commicarpus raynalii ingår i släktet Commicarpus, och familjen underblomsväxter. Inga underarter finns listade i Catalogue of Life.